# Mikhaïl Katkov
 (novembre 2015).
Si vous disposez d'ouvrages ou d'articles de référence ou si vous connaissez des sites web de qualité traitant du thème abordé ici, merci de compléter l'article en donnant les références utiles à sa vérifiabilité et en les liant à la section « Notes et références ».
Mikhaïl Nikiforovitch Katkov (en russe : Михаи́л Ники́форович Катко́в, né le 1er novembre 1818 (13 novembre dans le calendrier grégorien) à Moscou, mort le 20 juillet 1887 (1er août dans le calendrier grégorien) à Znamenskoïe, province de Moscou) est un écrivain, éditeur et critique littéraire russe. 

## Biographie
Il poursuit ses études secondaires au Premier lycée classique de Moscou.
Il débute dans l'enseignement comme professeur de l'université de Moscou, puis s'adonne au journalisme en prenant la rédaction du Messager russe («Русский вестник»), l'organe libéral par excellence et anglomane de l'époque, qu'il cumule, à partir de 1861, avec celle de La Gazette de Moscou. Il y défend la cause du progrès, prônant les avantages du self-government et de la décentralisation, flétrissant les vices de l'absolutisme avec une audace sans précédent.
Il juge que Alexandre Herzen et ses amis, Nikolaï Ogarev et Mikhaïl Bakounine, jettent le libéralisme dans une fausse route. Il les dénonce ouvertement comme agents responsables des violences injustifiables auxquelles se laissait entraîner une fraction du parti progressiste, comme aussi des mesures trop justifiées de répression qu'elles provoquent. Il signale avec vigueur le côté utopique, chimérique, des conceptions sociales propagées par ceux-ci.
L'effet est grand. Un noyau de résistance conservatrice se constitue instantanément autour du courageux polémiste. Au cours de l'année suivante, l'insurrection polonaise lui apporte avec des arguments nouveaux un point d'appui solide dans les résistances et les révoltes de l'esprit national, en même temps qu'elle accentue l'orientation rétrograde du groupe. Fidèle à ses principes, Herzen risque sa popularité dans le plus hasardeux des enjeux, en prenant fait et cause pour les insurgés. Attachés à la consigne qu'ils s'étaient donnée, les rares organes libéraux épargnés par la censure affirment les mêmes sympathies, en continuant à se taire. Au milieu du silence, la voix de Katkov s'élève encore.
En termes éloquents, il affirme l'existence d'une solidarité criminelle entre les événements dont Varsovie devenait le théâtre et ceux dont l'agitation révolutionnaire entretenue par les énergumènes de Londres et de Paris menaçait le repos du pays. Au nom de l'idéal national dont l'avenir risquait d'être compromis, au nom même des anciennes franchises populaires, dont le triomphe de l'élément polonais empêcherait la reconstitution dans les provinces lituaniennes, il réclame la répression de l'insurrection polonaise de 1861-1864 et l'annexion complète de la Pologne. Il trouve des échos jusque dans les rangs du parti libéral le plus avancé.
Avant peu, la russification, la nationalisation de tous les éléments hétérogènes entrant dans la composition de l'immense héritage de Catherine II devait devenir le cri de guerre commun de tous les libéraux, et, à leur tête, Katkov, dont le néo-conservatisme s'aggravait progressivement, exerce une sorte de dictature. Le gouvernement lui-même doit en subir le pouvoir, en s'y prêtant d'ailleurs de bonne grâce. Les prétentions d'une noblesse subitement éprise du régime représentatif, les entreprises continuées du parti révolutionnaire aboutissant en avril 1866 à l'attentat raté de Dmitri Karakozov contre Alexandre II, l'engagent de son côté à outrance dans la voie réactionnaire.
Ayant achevé en la répression Pologne, Mouraviov est appelé à poursuivre en Russie la lutte contre le nihilisme. Les ministres et fonctionnaires de nuance modérée, Yalouïev, Golovine, le prince Souvorov, cèdent la place à des rétrogrades déterminés comme le prince Gagarine et le comte Chouvalov. Un gouffre se creuse là où tout le passé libéral de Katkov disparaît sans trace.
Mikhaïl Katkov doit subir la loi commune des mouvements populaires : chef bientôt condamné à suivre ses soldats, il en arrive, d'autonomiste convaincu qu'il était tantôt, à s'ériger en proscripteur de toute initiative locale comme attentatoire aux droits de l'autocratie, en sacrificateur de toutes les autonomies ethniques sur l'autel de l'unité nationale, et finalement en délateur officieux voyant partout la révolution et la trahison, puis, avec Constantin Léontiev, en réformateur de l'enseignement dans le sens d'un retour archaïque aux traditions classiques et aux formules surannées du passé. Il devient réactionnaire. Il ouvre avec Pavel Leontiev, le lycée Tsarévitch-Nicolas en 1868 à Moscou
Il a par ailleurs été accusé d'avoir été subventionné par le "Bureau de la presse" allemand, par l'intermédiaire du général Schweinitz, ancien plénipotentiaire militaire à Saint-Pétersbourg. Lorsque l'affaire devint publique, la Norddeutsche Allgemeine Zeitung accusa au contraire la Gazette de Moscou d'être vendue au roi Georges de Hanovre.